# Химьяр
Химьяри́тское царство, Хи́мьяр (Химйар; юж. ар. письмо: 𐩢𐩣𐩺𐩧𐩣, араб. حِمير‎) — древнее царство, существовавшее около 110 до н. э. — 599 н. э. на юге Аравийского полуострова. В IV—VI веках его власть (через химьяритских вассалов, прежде всего — киндитов) нередко распространялась на значительную часть центральной Аравии.

## История

### Основание

Химьяр (сиреневый) в I в. н. э.

Первые упоминания о химьяритах относятся примерно к II—I в. до н. э. Плиний Старший помещает племена химьяритов между царством Саба и морем. Речь при этом идёт о племени (точнее говоря вождестве) или небольшом государстве с центром в городе Зафаре — одном из многих владений, на которые распалась в тот период Южная Аравия.

### Первая Химьяритская держава и сабейское влияние
В I до н. э. химьяриты захватили большинство пунктов морской торговли на юго-западном побережье Южной Аравии. Во второй половине I в. до н. э. химьяритское государство сумело победить и присоединить к своим владениям Сабейское царство. Химьяриты подчинили себе также Маинское и Катабанское царства и западные области Хадрамаутского царства, которое, впрочем, сохранило свою независимость и было завоёвано химьяритами только в IV в.
Вместе с тем химьяриты подпали под сильное сабейское культурное влияние. Все официальные химьяритские надписи составлялись только на сабейском языке. В качестве своего титула химьяритские цари взяли себе титул «царь Сабы и зу-Райдана», где упоминание об их власти над сабейцами стояло перед упоминанием их власти над собственно химйяритами («райданитами»). Вплоть до развала Первой Химьяритской Империи в начале II в. н. э. химьяритские цари носили имена древних сабейских царей-мукаррибов, при этом они возродили многие из древнейших ритуалов сабейских мукаррибов.

### Распад первой Химьяритской державы
Первая Химьяритская держава распалась в начале II в. н. э., когда от неё отделились Сабейское и Катабанское царства. Титул «царь Сабы и зу-Райдана» выходит из употребления, последним, кто его использовал, был царь Амдан Баййин Йухакбид. Ослаблением Химьяра воспользовались также Эфиопия, занявшая красноморское побережье Йемена, и Хадрамаут, захвативший восточные районы Империи, а также завоевавший Катабанское царство через несколько десятилетий после его отделения от Химьяра.
После возрождения Сабейского царства титулом «царь Сабы и зу-Райдана» нередко пользовались одновременно как сабейские, так и химьярские цари. Так, в III в. царями Сабы и зу-Райдана титуловались одновременно химьярит Шамир Йухариш III и сабеец Ильшарах Йахдуб II, правивший вместе со своим братом Йа’зилем Баййином.

### Дальнейшая история Химьяра

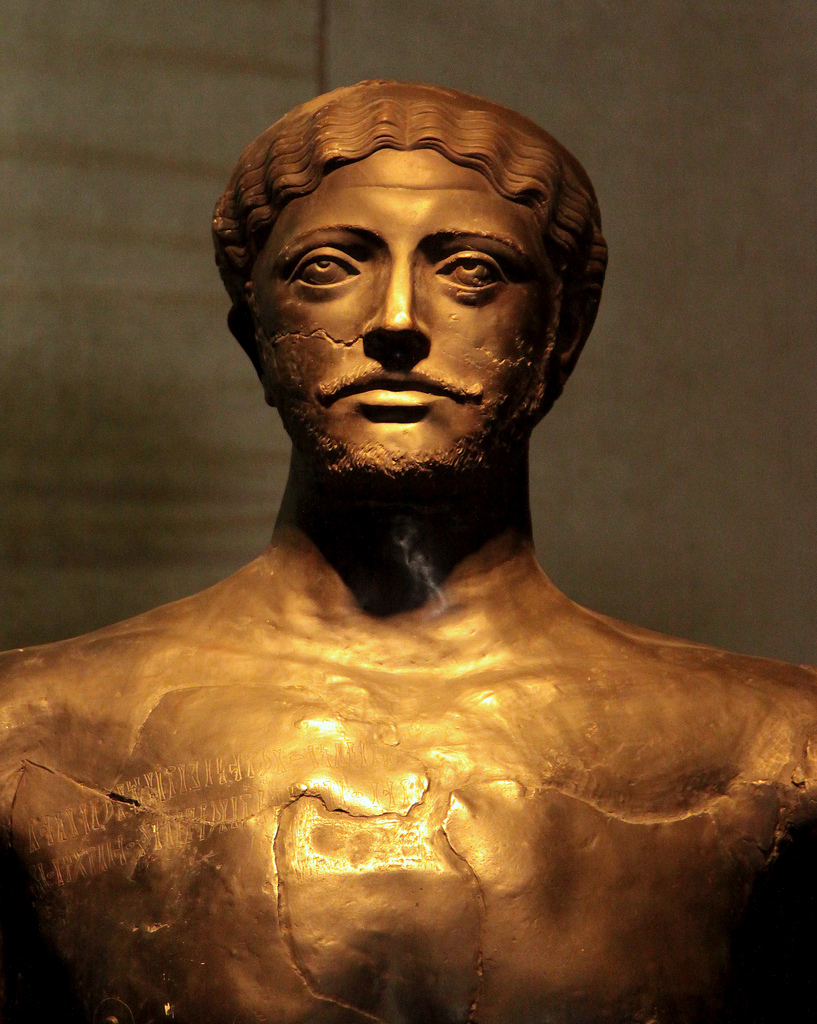
Бронзовая статуя химьярского царя Замарали Йухабирра II

В III веке химьяриты последовательно подчинили территорию Катабана (завоёванную перед этим Хадрамаутом), Сабу, а в IV веке — Хадрамаут и стали называть себя царями Саба' и зу-Райдана и Хадрамаута и Йаманата, то есть всего Йемена. В IV веке здесь, видимо, происходили смуты. В распрю тогда вмешались эфиопские цари, которые около 340 года вторглись в страну и захватили часть юга Аравийского полуострова.
Только около 375 года, когда власть принял Маликкариб Йухамин, химьяриты сумели покончить с эфиопским господством. К концу его царствования Химьяр сумел значительно расшириться и объединить под своей властью всю территорию Южной Аравии.

### Падение
Византия и Аксум постарались сплотить оппозиционные Зу Нувасу знатные роды Южной Аравии. Их возглавил византийский кайла Сумайф Ашва. В середине 525 г., после тщательной подготовки, большое аксумское войско во главе с негусом Элла Асбаха напало на Химьяр. Византия прислала свой флот, но часть кораблей погибла в пути. Негус все же высадился в Химьяре во главе эфиопского войска, приплыв на 70 византийских кораблях. Зу Нувас попытался помешать высадке, но погиб в бою. Оккупационные войска грабили страну, людей уводили в рабство, многих насильно крестили.

## Эфиопский период

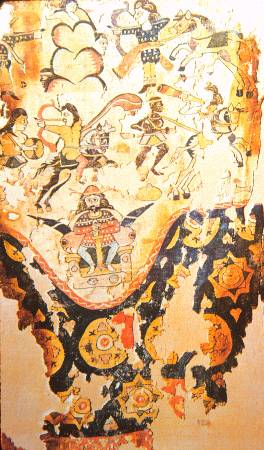
Хосров II Парвиз, побеждающий эфиопского царя

После гибели Иосифа Масрук Зу Нуваса эфиопский негус Элла Асбаха овладел всей страной. Принявший христианство Сумайфа Ашва был провозглашён новым царём, но ему пришлось признать верховную власть абиссинского негуса. Правил он недолго. Около 533 г. солдаты-эфиопы, не пожелавшие возвращаться на родину, при поддержке местной бедноты свергли Ашву и поставили на его место Абраху (араб. أبرهة‎). Прокопий Кесарийский сообщает, что Абраха был рабом одного из византийских торговцев и христианином. В дальнейшем он был младшим командиром в эфиопском войске. Впрочем, низкое происхождение не помешало Абрахе стать одним из самых известных и могущественных химьярских царей. Правление его началось с новой войны против эфиопов. Так как Абраха отказался выплачивать негусу установленную дань, тот послал против него большое войско. Однако солдаты перебили своих военачальников и перешли на сторону Абрахи. Следующая карательная армия была наголову разбита, и лишь незначительные её остатки смогли вернуться в Африку.
В отличие от Сумайфа Ашвы, который, как и все эфиопы, был миафизитом, Абраха исповедовал халкидонское диофизитство. При нём укрепились связи с Византией — в Аравию был послан греческий епископ, а в Сане началось строительство величественного христианского храма. Вскоре могущество Химьяра почувствовала вся Аравия. В 541 г. началась трудная война между Абрахой и Йазидом — одним из киндских царей, правителем Западного Хадрамаута. Вторжение бедуинов было поддержано частью населения Южной Аравии. Поначалу Абраха терпел поражения от объединённой армии врагов, но в конце концов Йазид должен был покориться царю Химьяра. В последующие годы Абраха предпринял несколько больших походов в Центральную Аравию. Наиболее значительным из них считается поход 563 г. (по другой датировке — 570 г.). В арабской исторической традиции он носит название «поход слона». Он был направлен против Мекки и имел целью разрушить главную арабскую святыню — Каабу, для того чтобы направить поток паломников к христианской церкви, построенной Абрахой в Сане. В походе принимали участие крупные силы южно-аравийских войск, в том числе несколько боевых слонов. Но из-за начавшейся эпидемии химьярская армия, не добившись успеха, повернула назад. Эти события произвели на современников очень большое впечатление (упоминание о «походе слона» есть в одной из сур Корана).
О сыне Абрахи, Йаксуме, нам известно немного. В начале 570-х гг. внук Сумайфа Ашвы, Сайф Зу-Йазан, долгое время живший в Иране, получил помощь от шаха Хосрова I. Для войны против Йаксума Хосров дал Сайфу сравнительно небольшой отряд (около 800 человек), отплывший в Аравию на 8 кораблях, из которых до пункта назначения добралось лишь 6. Однако в Химьяре к персам присоединились многочисленные противники Йаксума. Около 577 г. Сайф взял Сабу и провозгласил себя царём. Он правил десять лет и все это время враждовал с абиссинцами. Мы, впрочем, очень мало знаем об этом царе, и даже продолжительность его правления устанавливается весьма приблизительно. В конце концов он был убит эфиопами, которые поставили у власти второго сына Абрахи, Масрука. В его царствование химьяритское государство окончательно утратило былое значение. Был потерян контроль над Центральной, бедуинской, Аравией. Правители отдельных областей и городов в самом Химьяре уже не подчинялись царю. В 599 г. в Аравии вновь высадилось четырёхтысячное персидское войско во главе с полководцем Вахризом. Многие химьяритские владетельные князья перешли на его сторону. Масрук потерпел поражение и был убит, после чего Химьяр превратился в персидскую провинцию.

## Иудаизм в Химьяре

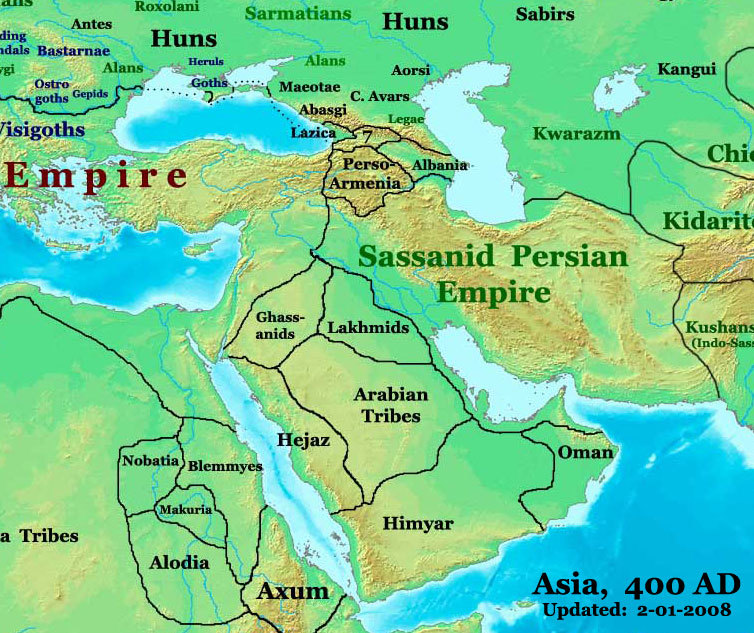
Химьяр в V веке

Между концом IV века н. э. и 525 годом некоторые из царей Химьяра (и основная часть элиты) приняли иудаизм. Это следует из найденных монотеистических надписей, Книги химьяритов и таблиц арабских историков Хамзы Исфаханского и Абу-л-Фиды. По крайней мере один царь Химьяра совершенно точно упоминается в этой связи — Зу Нувас Юсуф Асар Ясар (Масрук).
Шаг был вполне логичный и непосредственно к религии имел мало отношения. В Химьяре исконно жило много еврейских купцов, связанных с рассеянными по всему Востоку еврейскими общинами. Связанная с мировой торговлей благовониями аристократия и царский двор Химьяра проявляли интерес к библейским воззрениям. Некоторые шли до конца и принимали иудаизм. Христиан было гораздо меньше, и христианство воспринималось как орудие византийского проникновения. Византия вела активную миссионерскую деятельность среди старых врагов Химьяра эфиопов. Христианство переживало не лучшие времена. Оно распадалось на множество противоборствующих течений и групп, то преследуемых в Византии, то не совсем преследуемых: несториане, нехалкидониты, ариане. Еврейское единобожие можно было противопоставить влиянию зороастрийского Ирана, не подвергаясь опасности подчинения другой великой державе.
Царь Иосиф Масрук Зу Нувас, сместивший и убивший Мадикариба Зу Шанатира, эфиопского ставленника, принял иудаизм, не будучи евреем по происхождению. Хроника Сеерта, заимствующая из истории Бар-Сахды, утверждает, что мать Зу Нуваса была пленной еврейкой. С отцовской же стороны он принадлежал к химьяритской царской династии, потомков которой его предшественник на троне Зу Шанатир пытался уничтожить.
Ещё в начале своего правления Зу Нувас уничтожил проходивших через Химьяр в Эфиопию византийских купцов и перекрыл торговлю Аксума с Византией в ответ на убийство еврейских купцов эфиопами и на сожжение синагоги в Византии.
Аксумский царь Калеб (он же Элла-Асбаха, в греческих источниках — Элесбоа у Иоанна Малала, Элесваа у Феофана, Еллисфей у Прокопия Кесарийского) напал на Химьяр и ушёл лишь после того, как поставил гарнизоны в столице Тафар и, возможно, в крупном торговом городе Наджран.
В житии Григория Омиритского говорится о том, что христианская община в Наджране после этого похода стала укрепляться.
Сам же Калеб, дабы закрепить свой союз с Византией, принял христианство, что до этого уже сделали некоторые его приближённые.
Зу Нувас спасся бегством, собрал сторонников (среди которых были не только иудеи, но и язычники) и зимой 522 года подошёл с войском к Тафару. Аксумский гарнизон не сдавался, и химьяриты не смогли штурмом взять город. Тогда Зу Нувас послал эфиопам письмо с клятвой «Богом и небесным сводом» (в изложении арабских мусульманских источников), не чинить им зла, если они сдадут столицу. Письмо передали два иудейских «священника» из Тивериады и два христианских священника-несторианца из Хирты Наамановой. 300 воинов эфиопского гарнизона вышли за стены, сдались и были перебиты той же ночью. Затем в Тафаре сожгли церковь с оставшимися 280 эфиопами и началась резня. Преследования христиан прокатились по городам Химьяра: Хадрамауту, Марибу, Хаджарену. Некий Аумейах отправился от их имени с просьбой о помощи в Абиссинию, а затем и в Византию.
В 523 году Зу Нувас вероломно захватил христианский город Наджран (Негран), после чего всех жителей стали подводить к специально вырытым рвам, наполненным горящей смолой. Всех, кто отказывался принимать иудаизм, бросали в них живьём. Память 4 300 мучеников Наджранских Православная церковь отмечает 24 октября (6 ноября).